# Dezember 1997
Portal Geschichte | Portal Biografien | Aktuelle Ereignisse | Jahreskalender | Tagesartikel

◄ |
19. Jahrhundert |
20. Jahrhundert
| 21. Jahrhundert

◄ |
1960er |
1970er |
1980er |
1990er
| 2000er | 2010er | 2020er | ►

◄ |
1993 |
1994 |
1995 |
1996 |
1997
| 1998 | 1999 | 2000 | 2001 | ►

◄ |
September 1997 |
Oktober 1997 |
November 1997 |
Dezember 1997 |
Januar 1998 |
Februar 1998 |
März 1998 |
►
Dieser Artikel behandelt aktuelle Nachrichten und Ereignisse im Dezember 1997.

## Tagesgeschehen

### Montag, 1. Dezember 1997
- Wien/Österreich: Als neunter Mitgliedstaat der Europäischen Union wendet Österreich ab heute die Inhalte des Schengener Abkommens vollständig an. Es entfallen damit die Personenkontrollen für Reisen zwischen Österreich sowie Belgien, Deutschland, Frankreich, Italien, Luxemburg, den Niederlanden, Portugal und Spanien.[1]

### Dienstag, 2. Dezember 1997
- Tokio/Japan: Borussia Dortmund aus Deutschland gewinnt das Spiel um den Fußball-Weltpokal für Vereinsmannschaften mit 2:0 gegen den Cruzeiro Esporte Clube aus Belo Horizonte, Brasilien.[2]
- Vatikanstadt: Papst Johannes Paul II. errichtet das Erzbistum Vaduz. Die Fläche entspricht dem bisherigen Dekanat Liechtenstein im Bistum Chur und ist damit deckungsgleich mit der Gesamtfläche des Fürstentums Liechtenstein.[3]

### Donnerstag, 4. Dezember 1997
- London/Vereinigtes Königreich: Die Londoner Konferenz über Raubgold, das die nationalsozialistischen Herrscher vor und während des Zweiten Weltkriegs Personen entwendeten, die deportiert oder in Konzentrationslagern eingesperrt und dort zum Großteil ermordet wurden, bringt keine Einigung hervor, ob und wann das noch zu verteilende Gold an Holocaust-Geschädigte oder entsprechende Organisationen zurückgegeben wird. Es handelt sich um 5,5 t Gold, das die Tripartite Gold Commission verwaltet.[4][5]
- Neu-Delhi/Indien: Rund eineinhalb Jahre nach der letzten Wahl zum Abgeordnetenhaus des Indischen Parlaments löst Staatspräsident K. R. Narayanan die Volksvertretung auf. Seit November gibt es keinen gewählten Ministerpräsidenten mehr, da Regierungschef Inder Kumar Gujral von der Partei Janata Dal die Diskussionen in seiner Mehrparteienregierung rund um die Ermordung des ehemaligen Ministerpräsidenten Rajiv Gandhi von der Partei Indischer Nationalkongress nicht zu moderieren vermochte, obwohl das Attentat auf Gandhi über sechs Jahre zurückliegt.[6][7]

### Samstag, 6. Dezember 1997

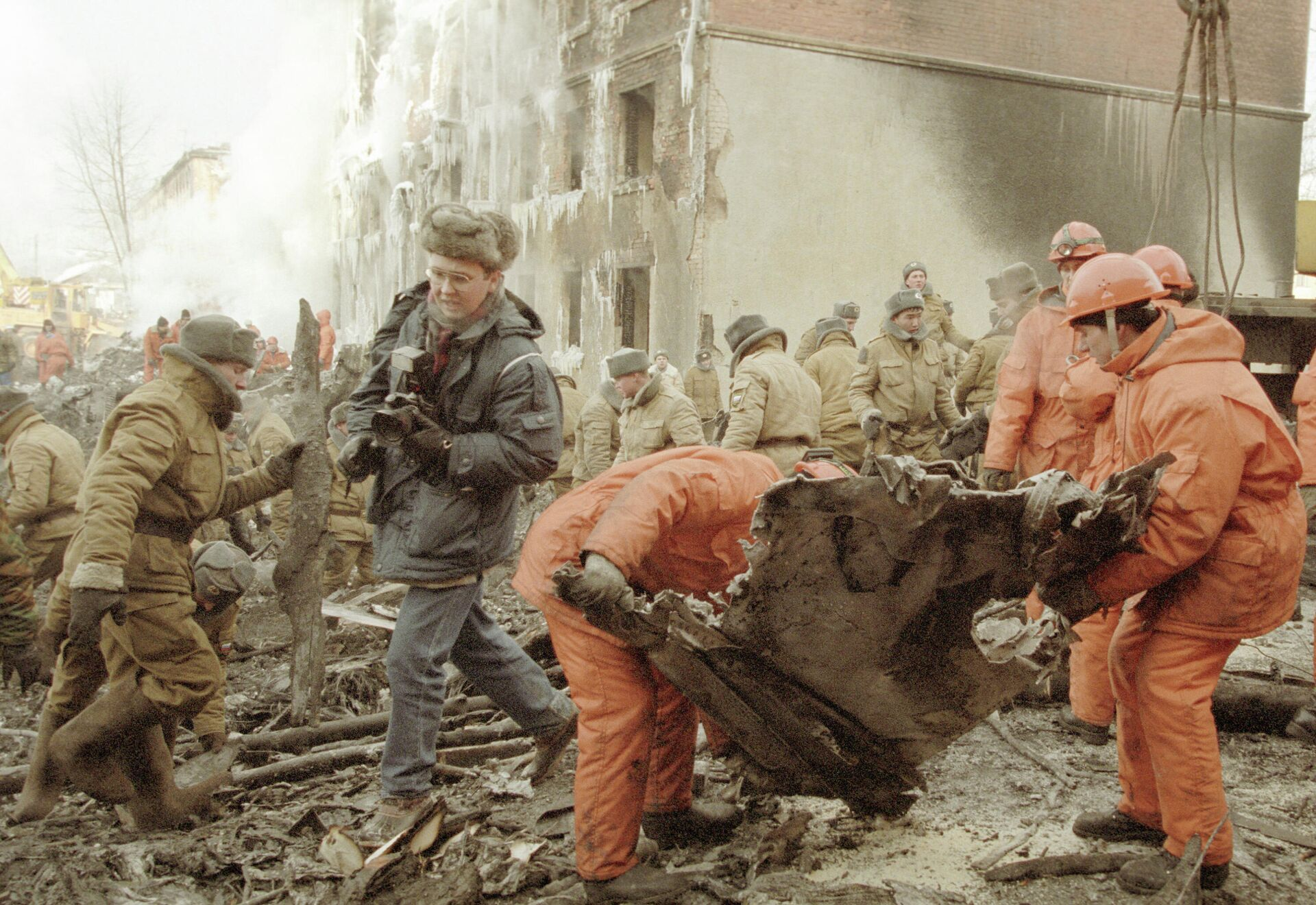
Bergungsarbeiten in Irkutsk

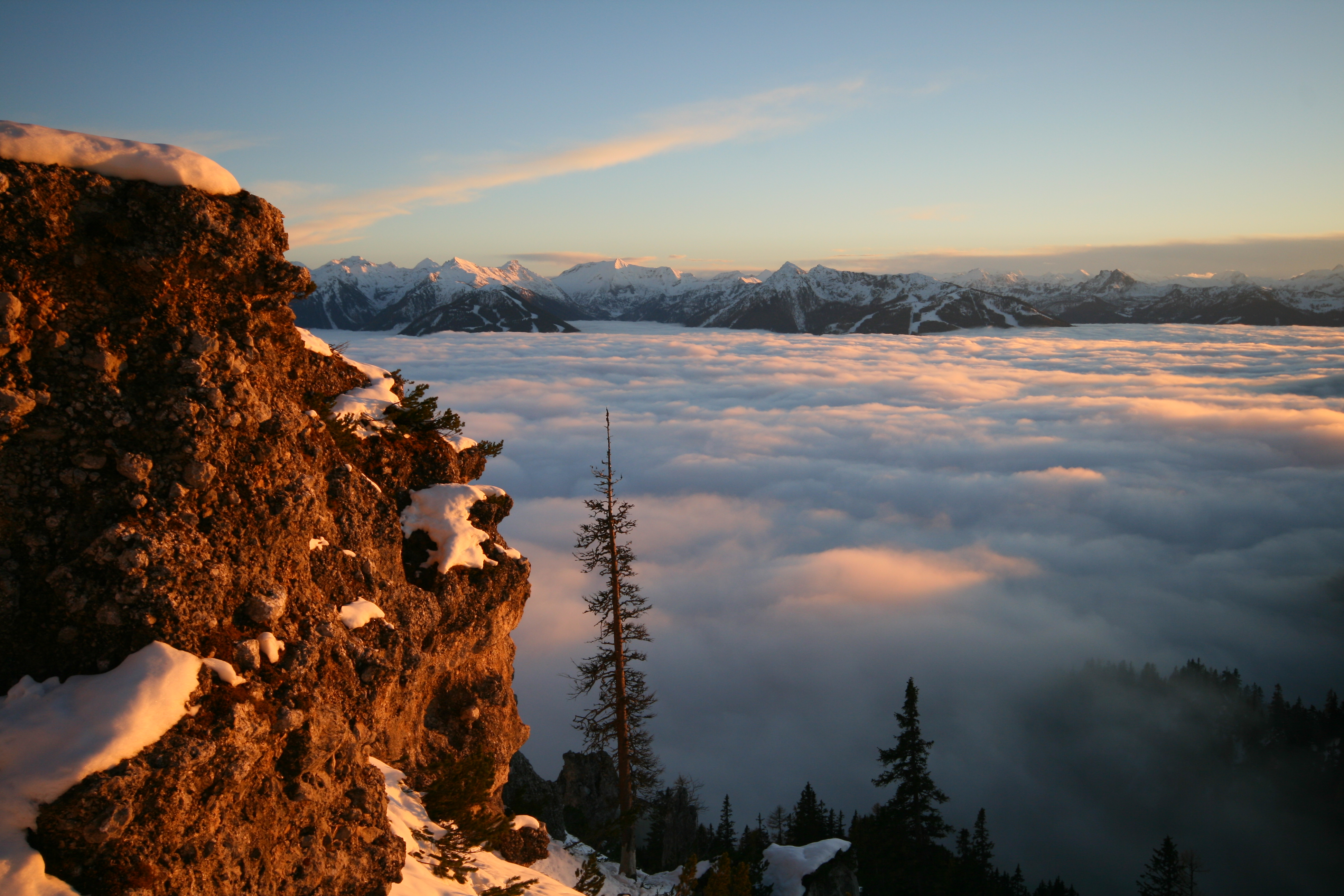
Welterbe: Dachstein

- Irkutsk/Russland: Ein Flugzeug vom Typ Antonow An-124 der Ukrainian Cargo Airways erleidet kurz nach dem Abheben vom Flughafen Irkutsk-Nordwest einen Triebwerksausfall und stürzt auf zwei Wohnhäuser. Alle 23 Insassen der Maschine sowie 45 Menschen am Boden sterben bei dem Unglück.[8]
- Neapel/Italien: Die United Nations Educational, Scientific and Cultural Organization (deutsch Organisation der Vereinten Nationen für Erziehung, Wissenschaft und Kultur, UNESCO) nimmt die Kulturlandschaft Hallstatt-Dachstein/Salzkammergut als dritten österreichischen Eintrag in die Liste der UNESCO-Welterbestätten auf.[9]

### Montag, 8. Dezember 1997

Logo der Bank UBS

- Berlin/Deutschland: Als ersten Direktor des Jüdischen Museums, dessen Neubau in den nächsten Wochen eröffnet werden soll, stellt die Stadt den Shoa-Überlebenden und ehemaligen US-Finanzminister W. Michael Blumenthal vor.[10]
- Zürich/Schweiz: Der Schweizerische Bankverein und die Schweizerische Bankgesellschaft fusionieren zur Union de banques suisses (deutsch Union der Schweizer Banken, UBS).[11]

### Mittwoch, 10. Dezember 1997
- Aqmola/Kasachstan: Die Hauptstadt des Landes wird von Almaty im Südosten ins zentrale Aqmola verlegt. Die offizielle Begründung ist die erhöhte Erdbebengefahr in Almaty, als weiterer Grund werden die Unabhängigkeitsbestrebungen der russischen Minderheit im Norden Kasachstans vermutet, denen durch größere Präsenz der staatlichen Institutionen entgegengewirkt werden soll.[12]

### Samstag, 13. Dezember 1997
- Luxemburg/Luxemburg: Der Europäische Rat beschließt die Aufnahme von Verhandlungen zum Beitritt zur Europäischen Union mit den Ländern  Estland, Lettland, Litauen, Malta, Polen, Slowakei, Slowenien, Tschechien, Ungarn und Zypern.[13]

### Sonntag, 14. Dezember 1997
- Berlin/Deutschland: Dänemark ist Weltmeister im Handball durch einen 33:20-Sieg im Finale der 13. Frauen-WM gegen Norwegen.[14]

### Mittwoch, 17. Dezember 1997
- Bonn/Deutschland: Bundeskanzler Helmut Kohl veranlasst die Auflösung des Bundesministeriums für Post und Telekommunikation und die Gründung der Regulierungsbehörde Bundesnetzagentur zum 1. Januar 1998. Die Agentur wird u. a. kontrollieren, ob die privatisierten Bundespost-Nachfolgeunternehmen nach Verlust ihrer jeweiligen Monopolstellung im Wettbewerb mit ihren künftigen Konkurrenten fair agieren.[15][16]

### Donnerstag, 18. Dezember 1997
- Bentonville/Vereinigte Staaten: Das Unternehmen Wal-Mart Stores Inc. gibt die Übernahme des deutschen Einzelhandelsunternehmens Wertkauf bekannt, das 21 Selbstbedienungsfilialen betreibt, und nimmt damit seine Geschäftstätigkeit in Deutschland auf.[17]

### Freitag, 19. Dezember 1997
- Berlin/Deutschland: Nach einer umfassenden Sanierung dreht sich die Weltzeituhr auf dem Alexanderplatz wieder. Auffällige Änderungen sind die neuen Schreibweisen für die slowakische Hauptstadt Bratislava und für die georgische Hauptstadt Tbilissi. Für Bratislava wird die deutsche Form „Preßburg“ verwendet und für Tbilissi die russische Form „Tiflis“. Restaurator der Uhr war Hans-Joachim Kunsch, dessen Firma dieselbe 1969 auch errichtete.[18]

### Montag, 22. Dezember 1997
- Gerlakh/Russland: Im Tschetschenienkrieg greifen bewaffnete Kämpfer der separatistischen Aufständischen der international nicht anerkannten Tschetschenischen Republik Itschkerien und Freischärler aus verschiedenen Staaten mit mehrheitlich islamischer Bevölkerung trotz eines gültigen Friedensvertrags eine Brigade der Streitkräfte Russlands nahe der Stadt Buinaksk in der russischen Republik Dagestan an und zerstören eine unbekannte Anzahl an Militärfahrzeugen. Drei Zivilisten sterben in den Schusswechseln.[19][20]

### Montag, 29. Dezember 1997
- Nairobi/Kenia: Bei den Präsidentschaftswahlen entscheidet sich eine relative Mehrheit von 40 % der Wähler für den amtierenden Präsidenten Daniel arap Moi von der Afrikanischen Nationalunion.[21]

### Dienstag, 30. Dezember 1997
- Relizane/Algerien: Im Algerischen Bürgerkrieg verüben bewaffnete Angreifer in den Gemeinden Al-Abadel, Ouled Kherarba, Ouled Sahanine und Ouled Tayeb am ersten Tag des Ramadans ein Massaker an Zivilisten, bei dem mindestens 70 Personen hingerichtet werden. Die tatsächliche Zahl der Todesopfer liegt nach anderen Quellen bei über 400. Augenzeugen deuten eine Urheberschaft der Groupe Islamique Armé an, die seit 1993 in Algerien aktiv ist.[22]

### Mittwoch, 31. Dezember 1997
- Unstrut-Hainich-Kreis/Deutschland: Im Westen von Thüringen werden 75 km² Waldfläche als Nationalpark ausgewiesen. Die Betreiber des Nationalparks Hainich verfolgen das Ziel, dass sich in den nächsten Jahrzehnten weitgehend ohne anthropogene Effekte ein neuer Urwald herausbildet.[23]